# 范上達
范上達，SBS（1952年2月5日—），香港肝臟移植專家，被譽為香港「換肝之父」，2005年当选为中国工程院院士。曾就讀蘇浙公學，歷任香港大學外科學系系主任、講座教授、瑪麗醫院外科部主管。2011年，從港大退休，加入養和醫院。

## 成就及榮譽
1991年完成香港第一宗肝臟移植手術。1996年完成全球第一宗活體右肝移植手術。2005年，獲國家科學技術進步獎一等獎、中國工程院醫藥衛生工程學部院士。2006年，獲銀紫荊星章。

## 学术不端
2015年10月15日范上达发表于《美国移植学报》的两篇学术论文遭到撤稿。